# Grand'Hoche
La Grand'Hoche è una montagna delle Alpi Cozie situata lungo la linea di confine tra l'Italia e la Francia.

## Descrizione
Nel versante italiano la vetta domina la frazione Beaulard tra l'abitato di Oulx e Bardonecchia in Val di Susa. Nel versante francese la vetta domina la Valle della Clarée a monte di Briançon.

## Salita alla vetta
Una delle possibili salite alla vetta inizia dal rifugio Guido Rey e passando al Colle dell'Orso. Un altro percorso passa dal Colle della Mulattiera.

## Cartografia
- Cartografia ufficiale italiana in scala 1:25.000 e 1:100.000, Istituto Geografico Militare. URL consultato il 24 febbraio 2018.
- Cartografia ufficiale francese dell'Institut géographique national (IGN), consultabile online